# Ocellularia lithophila
Ocellularia lithophila är en lavart som beskrevs av Karl Martin Redinger 1936. 
Ocellularia lithophila ingår i släktet Ocellularia och familjen Thelotremataceae. Inga underarter finns listade i Catalogue of Life.